# Feans Padel Club
El Feans Padel Club es un club deportivo de La Coruña, España. Su actividad principal es el pádel a nivel amateur y de competición.
Fue fundado en el 2006, siendo uno de los clubes más importantes del Galicia en la práctica de este deporte entre aquellos que participan en el torneo de la Liga Provincial de Pádel. 

## Actividades deportivas
- La Escuela de Padel sita en Feans Padel Club, que está dirigida por los dos mejores jugadores de Galicia: Borja Yribarren e Ignacio Otero (Borja y Pío), que se encargan de organizar los cursos y las clases.
- Este club es el organizador del prestigioso torneo de padel el Trofeo Teresa Herrera, que la última edición logró reunir más de 250 parejas inscritas.

## Logros deportivos
- Liga Provincial de Pádel Femenina 2007
- Liga Provincial de Pádel Masculina B 2007
- Mejor jugadora de la Liga Provincial Pádel Marta Muñoz 2008
- Liga Provincial de Pádel Masculina C 2008

## Instalaciones
- 4 pistas de pádel de muro
- 3 pistas de pádel de cristal
- 1 pista de pádel de muro
- 1 frontón
- Vestuarios
- Estacionamiento de vehículos
- Recepción